# Уилмут, Иэн
И́эн Уи́лмут (англ. Ian Wilmut; 7 июля 1944[…], Hampton Lucy, Уорикшир — 10 сентября 2023) — британский эмбриолог. Доктор наук в области биологии, медицины и генетики. В последние годы жизни профессор-эмерит MRC Центра регенеративной медицины Эдинбургского университета. Наиболее известен как лидер исследовательской группы, которая в 1996 году впервые клонировала млекопитающее из взрослых соматических клеток.
Член Лондонского королевского общества (2002), Королевского общества Эдинбурга, Академии медицинских наук Великобритании. Иностранный член Национальной академии наук США (2004).

## Биография
Родился в 1944 году в Шотландии.
Мать — медсестра. Отец — хирург.
Иэн Уилмут обучался в Ноттингемском и Кембриджском университетах. В 1971 году защитил докторскую диссертацию на тему «Криоконсервация спермы кабана» («Deep Freeze Preservation of Boar Semen») под руководством Кристофера Полджа.
Профессор Уилмут работал в Рослинском институте изучения животных при Эдинбургском университете, где его работы заложили основу для исследований в области стволовых клеток. Получил всемирную известность экспериментами по клонированию теплокровных животных. В 1996 году группа, работавшая под его руководством, сообщила об успешном клонировании овцы с использованием культивируемых in vitro эмбриональных клеток. Годом позже эта же группа впервые смогла клонировать овцу (так называемая овечка Долли) при помощи внесения ядра клетки взрослого животного в лишённую ядра яйцеклетку.
Иэн Уилмут умер от осложнений болезни Паркинсона 10 сентября 2023 года в возрасте 79 лет.

## Награды и премии
- Ernst Schering Prize[англ.] одноимённого фонда (2002)
- В декабре 2007 года было объявлено, что Иэн Уилмут посвящён в рыцари[17].
- Лауреат премии Шао в области медицины и наук о жизни (2008)[18][19].
- Офицер Ордена Британской Империи.